# Primera División de Costa Rica 1936
Die Saison 1936 war die 16. Spielzeit der Primera División de Costa Rica, der höchsten costa-ricanischen Fußballliga. Es nahmen sieben Mannschaften teil. Cartago wurde zum 2. Mal in der Vereinsgeschichte Meister.

## Austragungsmodus
- Die sieben teilnehmenden Teams spielten in einer Einfachrunde (Hin- und Rückspiel) im Modus Jeder gegen Jeden die beiden Playoffteilnehmer aus, die dann den Meister ermittelten.
- Der Letztplatzierte stieg ab.

## Endstand

### Hauptrunde
| Pl.             | Verein                    | Sp. | S | U | N  | Tore    | Diff. | Punkte |
| --------------- | ------------------------- | --- | - | - | -- | ------- | ----- | ------ |
| 1.              | CS Cartaginés (N)         | 12  | 9 | 0 | 3  | 048:150 | +33   | 18     |
| 2.              | CS La Libertad            | 12  | 9 | 0 | 3  | 041:210 | +20   | 18     |
| 3.              | Orión FC                  | 12  | 6 | 2 | 4  | 029:240 | +5    | 14     |
| 4.              | CS Herediano (M)          | 12  | 6 | 1 | 5  | 048:330 | +15   | 13     |
| 5.              | SG Española               | 12  | 6 | 0 | 6  | 039:500 | −11   | 12     |
| 6.              | LD Alajuelense            | 12  | 3 | 0 | 9  | 016:470 | −31   | 06     |
| 7.              | Deportivo Alajuela Junior | 12  | 1 | 1 | 10 | 016:470 | −31   | 03     |
| Stand: Endstand |                           |     |   |   |    |         |       |        |

### Finale
| Tabellenerster | Gesamt | Tabellenzweiter | Finale | Wiederholung 1 | Wiederholung 2 |
| -------------- | ------ | --------------- | ------ | -------------- | -------------- |
| CS Cartaginés  | 4:3    | CS La Libertad  | 1:1    | 2:2            | 1:0            |